# Snitsky
Eugene A. Snisky (Gene Skitsky, Snitsky), född 14 januari 1970 i Nesquehoning i Pennsylvania, är en fribrottare som tidigare brottades i World Wrestling Entertainment. Han är 1,98 meter lång och vägde under sin aktiva karriär 133 kg.